# Океан-75
«Океан-75» — кодовое название крупномасштабных манёвров (военно-морских учений) Военно-Морского Флота СССР, проходивших с 3 по 21 апреля 1975 года. Учения «Океан-75» стали одними из крупнейших оперативно-стратегических учений советского ВМФ в послевоенный период.

## Цель и зона проведения манёвров. Силы сторон
На учениях проверялись основные положения оперативного искусства и тактики родов сил, перевод флота с мирного на военное положение, скрытное развёртывание сил и их обеспечение, ведение боевых действий обычным и ядерным оружием, удары по береговым объектам, нарушение морских коммуникаций вероятного противника.
К учениям привлекались Северный и Тихоокеанский флоты, взаимодействующие соединения и части Балтийского и Черноморского флотов, Дальней Авиации, войск ПВО, РВСН и Ленинградского военного округа. От Северного флота к участию в учениях привлекались: штаб флота, командование и штабы объединений и соединений; 3-я флотилия и 4-я эскадра подводных лодок; шесть соединений надводных кораблей, авиация флота в полном составе, береговые ракетно-артиллерийские войска, морская пехота, тыл флота.
Под руководством Главнокомандующего ВМФ Сергея Георгиевича Горшкова в море были развёрнуто и действовало 76 надводных кораблей (в том числе девять с Балтийского и Черноморского флотов), 28 вспомогательных судов (из них десять с Балтийского и Черноморского флотов), 35 подводных лодок (в том числе 11 атомных) всех четырёх флотов ВМФ СССР, а также 11 авиаполков (168 самолётов, 44 вертолёта, совершившие 741 самолёто-вылет). В составе штабов и сил обозначения сторон («северных» и «южных»), частей боевого и тылового обеспечения было задействовано 35 527 человек. От взаимодействующих объединений и соединений принимали участие оперативные группы ЛенВО, 10-й Отдельной армии ПВО (68 самолётов), 2-го и 6-го отдельного тяжёлого бомбардировочного авиакорпуса Дальней авиации (43 самолёта), 76-й Воздушной армии ЛенВО (12 самолётов), а также 16 самолётов авиации БФ и ЧФ.
Директива Главнокомандующего ВМФ СССР предписывала флоту с началом боевых действий быть готовым к выполнению следующих задач:
1. Продолжать развёртывание в назначенные районы ракетных подводных лодок стратегического назначения и обеспечение их боевую службу в готовности к боевому использованию ракетного оружия, обеспечение надёжной связи с ними и их управления;
2. Надёжно прикрыть развёртывание всех боеготовых сил флота через рубежи обороны противника, нейтрализуя и уничтожая его систему наблюдения на театре;
3. Уничтожить ПЛАРБ противника в районах их боевого патрулирования и в базах (во взаимодействии с частями Дальней авиации и РВСН);
4. Во взаимодействии с частями Дальней авиации разгромить авианосные и другие КУГ противника, группировки его противолодочных сил в северо-восточной Атлантике и Норвежском море, завоевать господство в Баренцевом море;
5. Во взаимодействии с Дальней авиацией нарушать океанские перевозки противника в Атлантическом океане и сорвать их в Норвежском море.

Основные усилия флота должны были быть сосредоточены на обеспечении развёртывания советских ракетных подводных лодок стратегического назначения и их боевой службы, надёжного управления и доведения до сил в кратчайшие сроки сигнала на применение оружия в первом ядерном ударе; на уничтожении ПЛАРБ «южных» в районах их боевого патрулирования и в базах во взаимодействии с Дальней авиацией и РВСН; на разгроме АУС во взаимодействии с Дальней авиацией, Балтийским и Черноморским флотами в упреждающем ударе (или контр-ударе) в кратчайший срок с массированным применением разнородных сил.

## Итоги учений
В ходе манёвров соединения, боевые части и корабли выполнили 244 боевых упражнения. В общей сложности было использовано 55 торпед, 29 ракет и более 300 артиллерийских снарядов.